# مونولیت یوتا

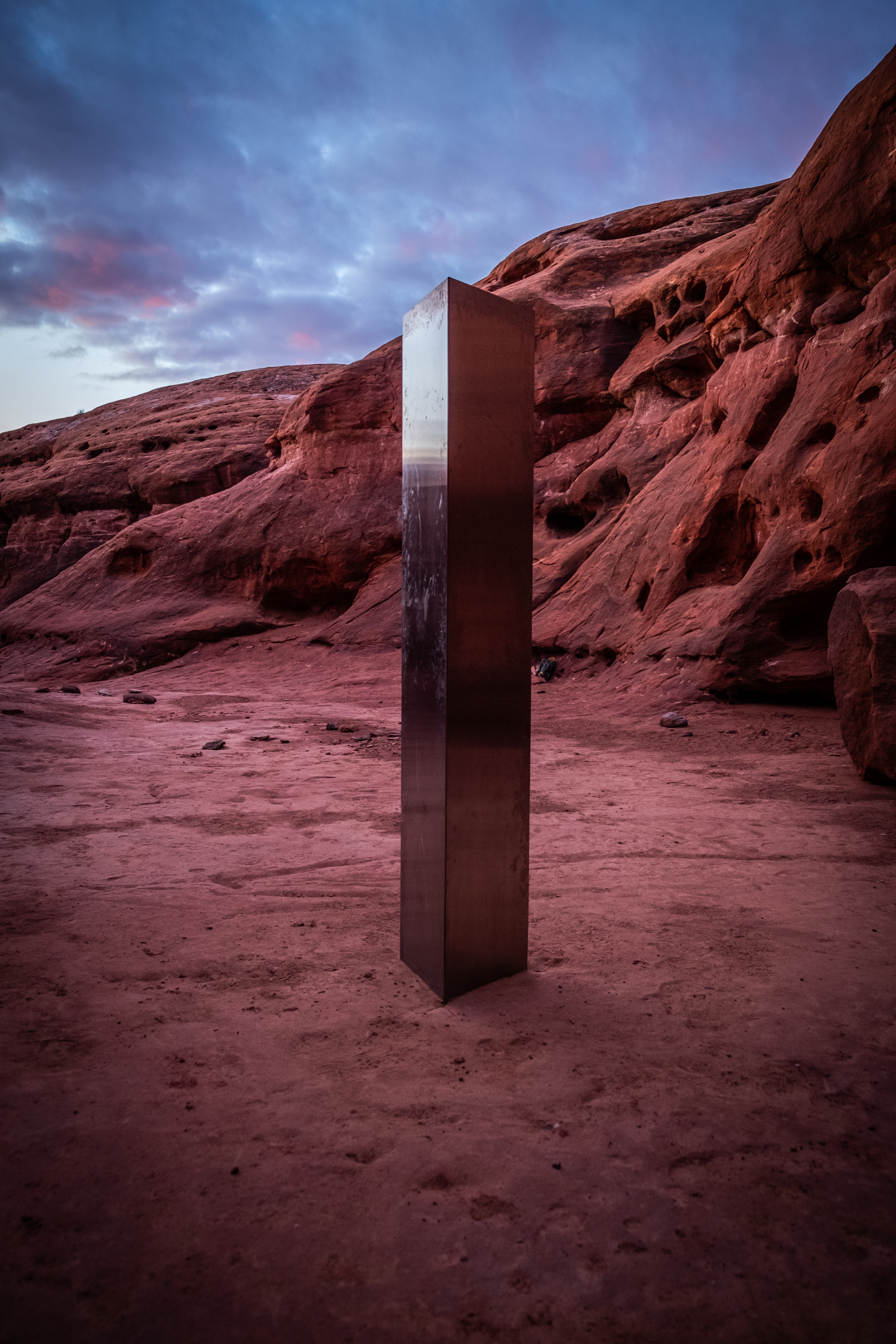
مونولیت یوتا

مونولیت یوتا (به انگلیسی: Utah monolith) یک ستون فلزی سه‌وجهی با ارتفاع حدوداً ۳ متر بود که در دره‌ای در جنوب شرقی ایالت یوتا قرار داشت.
در ۱۸ نوامبر ۲۰۲۰، زیست‌شناس‌ های ایالتی بخش منابع حیات وحش یوتا سوار بر هلیکوپتر در حال سرشماری گوسفندهای بزرگ‌شاخ بودند که یکی از آن‌ها توجهش به این سازه جلب شد. به گفتهٔ خلبان هلیکوپتر آن‌ها پس از فرود، ستون فلزی‌ای را مشاهده کردند که به نظر می‌رسید ساخته و نصب شده توسط بشر زمینی باشد. این سازه از ورق‌های ضخیم فولاد ضدزنگ یا آلومینیوم ساخته شده بود که به‌هم پَرچ شده بودند و خاصیت به‌خصوصی مثل مغناطیسی بودن هم نداشت. با بررسی تاریخچهٔ نقشه‌های گوگل مپس مشخص شد مونولیت یوتا در فاصلهٔ زمانی اوت ۲۰۱۵ تا اکتبر ۲۰۱۶ در آن محل نصب شده‌است.
پس از انتشار خبر کشف مونولیت، مقامات به این امید که شهروندان از بیم گُم‌شدن در آن بیابان دورافتاده به آن‌جا نروند، محل دقیق نصب ستون را علنی نکردند. با این‌حال افراد زیادی از جمله کسانی که فکر می‌کردند این شی با موجودات فرازمینی ارتباط دارد، با استفاده از تصاویر ماهواره‌ای سال ۲۰۱۶ مختصات جغرافیایی محل را پیدا کردند و به آن‌جا سرازیر شدند. در ۲۷ نوامبر مقامات ایالت یوتا اعلام کردند که ستون از آن محل ناپدید شده و تأکید کردند که برداشتنش کار آن‌ها نبوده‌است.
پس از ناپدید شدن ستون، یک عکاس ماجراجو به‌نام راس برناردز که برای عکاسی از مونولیت یوتا به آن محل رفته‌بود، در اینستاگرامش عکس‌هایی را منتشر کرد و توضیح داد که چهار مرد شبانه آن را از جایش درآورده، قطعاتش را جدا کرده و سوار چرخ‌دستی کرده و برده‌اند. این عکس‌ها را دوست برناردز که همراه او بوده با موبایل گرفته و کیفیت خوبی ندارند با این‌حال در آن‌ها مشخص است که مونولیت یک سازهٔ توخالی‌ست و به‌نظر می‌رسد ورق‌های آن از داخل روی چیزی شبیه تخته سوار شده‌اند. برناردز در مصاحبه با شبکهٔ تلویزیونی سالت‌لیک‌سیتی گفت که در زمان سرنگون شدن مونولیت صدای بلندی ایجاد شد و یکی از چهار مرد به بقیه گفت: «دقیقاً به همین دلیل است که نباید زباله را در بیابان رها کنید». به گفتهٔ برناردز، ربایندگان مونولیت به هم تأکید می‌کردند که «هیچ ردی به‌جا نگذارند».

## مونولیت‌های دیگر

### رومانی
در ۲۶ نوامبر ۲۰۲۰ یک مونولیت دیگر حوالی شهر پیاترا نئم در شمال شرق رومانی مشاهده شد که شباهت زیادی با مونولیت یوتا داشت. مونولیت رومانی حدود ۴ متر ارتفاع داشت و روی سه وجهش نقش‌های مدور دیده می‌شد. به گفتهٔ خبرنگاران محلی که ستون را از نزدیک دیده بودند «این سازه جوشکاری غیر حرفه‌ای داشته و به نظر می‌رسد توسط یک جوشکار ناشی محلی ساخته شده‌است». مونولیت رومانی در ۱ دسامبر ۲۰۲۰ ناپدید شد.

### ایالات متحده آمریکا

#### کالیفرنیا
در ۲ دسامبر ۲۰۲۰ مونولیت دیگری در ارتفاعات شهر آتاسکادرو ایالت کالیفرنیا کشف شد. این مونولیت همچون اسلافش سه‌وجهی بود و حدود ۱۰ فوت ارتفاع داشت. کوهنوردی که اولین بار وجود این مونولیت را گزارش کرد، گفت که دو روز پیش‌تر که از آن محل عبور کرده بود ستون در آن‌جا وجود نداشته‌است. این مونولیت بر خلاف مونولیت یوتا که نصب محکمی داشت، فقط روی زمین قرار داده شده بود به‌شکلی که می‌شد با هُل دادن آن را سرنگون کرد. مونولیت کالیفرنیا یک روز پس از پیدا شدنش توسط اعضای یک گروه نژادپرست تندرو از محل برداشته شد و به‌جایش یک صلیب از جنس تخته سه‌لایی نصب شد. در ویدئویی که در شبکه‌های اجتماعی منتشر شد یکی از افراد حاضر در محل می‌گوید: «مسیح در این کشور پادشاه است. ما بیگانگان غیرقانونی از مکزیک یا فضا نمی‌خواهیم». پس از این اتفاق ۴ نفر از اهالی منطقه اعلام کردند آن‌ها بوده‌اند که مونولیت را ساخته‌اند و بالای کوه قرار داده‌اند.
در ۷ دسامبر خبر کشف یک مونولیت دیگر حوالی پارک ملی جاشوا تری در جنوب شرقی ایالت کالیفرنیا منتشر شد.

#### نیومکزیکو
در ۷ دسامبر ۲۰۲۰ حوالی البوکرکی ایالت نیومکزیکو یک مونولیت دیگر مشاهده شد. این ستون که حدود ۳ متر ارتفاع داشت توسط مأموران پلیس آلبوکِرکی از آن محل برداشته شد.

### کلمبیا
در ۵ دسامبر ۲۰۲۰ یک مونولیت طلایی‌رنگ در یک مزرعه واقع در چیای کلمبیا کشف شد.

### هلند
در ۶ دسامبر ۲۰۲۰ گروهی از کوهنوردان در دهکده‌ای حوالی شهر هیرن‌فین در شمال هلند، مونولیت دیگری را پیدا کردند که با یخ پوشیده شده بود. این ستون مانند مونولیت‌های قبلی فلزی است اما سطح آن مات است.

### انگلستان
در بامداد ۶ دسامبر ۲۰۲۰ جوانی به‌نام تام دانفورد وقتی برای پیاده‌روی از خانه‌اش در جزیره وایت انگلستان خارج شد با یک مونولیت مواجه شد. این ستون که ارتفاعش ۲/۲ متر و عرض هر کدام از اضلاعش ۶۰ سانتی‌متر است سطحی کاملاً صیقلی و آیینه‌مانند دارد. مونولیت جزیرهٔ وایت روی پایه‌ای چوبی نصب شده و به‌نظر می‌رسد جنس صفحه‌های آن از مواد پلاستیکی یا متیل متاکریلات باشد.

### آلمان
در ۷ دسامبر ۲۰۲۰ مونولیت دیگری در زولتسباخ ایالت هسن آلمان مشاهده شد. این سازهٔ فلزی، اسکلتی از جنس چوب دارد که فرضیهٔ فضایی بودنش را رد می‌کند.

### کانادا
در ۷ دسامبر ۲۰۲۰ یک مونولیت دیگر شبیه مونولیت یوتا در پارک ایالتی سد پیناوا در ایالت منیتوبای کانادا کشف شد. این سازه که بیشتر از ۳ متر ارتفاع داشت، یک روز بعد ناپدید شد.

### اسپانیا
در ۷ دسامبر ۲۰۲۰ یک مونولیت ۳ متری دیگر در ویرانه‌های باستانی کلیسایی در آیجون (در مرکز اسپانیا) مشاهده شد. این ستون چند ساعت بعد از پیدا شدنش ناپدید شد.

### بلژیک
در ۸ دسامبر ۲۰۲۰ در یک مزرعهٔ سیب‌زمینی حوالی شهر باسرود در شمال شرق بلژیک، مونولیت دیگری یافت شد.

### استرالیا
در ۱۰ دسامبر ۲۰۲۰ یک مونولیت دیگر در نورلانگا سنتر استرالیا مشاهده شد. مونولیت نورلانگا حدود ۳ متر ارتفاع دارد و روی سطوح آن اعدادی حک شده که به‌نظر می‌رسد مختصات مکانی نامعلوم هستند.

### ایران
در ۱۳ دسامبر ۲۰۲۰ مونولیت دیگری در نیکنام‌ده بخش لواسانات دیده‌شد. این سازه که بر فراز یک درهٔ عمیق نصب شده، حدود ۳ متر ارتفاع دارد و جنس آن از استیل براق است. روی بدنهٔ مونولیت نیکنام‌ده حروف «N» و «S» (نشانگر شمال و جنوب) حک شده‌است. پس از انتشار خبر و عکس‌های این ستون، دهیار نیکنامده وجود آن را تکذیب کرد و گفت محلی که عکس مونولیت در آن‌جا گرفته شده، پیدا شده و در آن‌جا چنین چیزی وجود ندارد. او حاضر نشد محل مورد اشاره را به خبرنگاران نشان بدهد و گفت اجازهٔ گفتگوی بیشتر را ندارد. چند روز بعد دو شخص فعال در زمینهٔ برندینگ مدعی شدند «برای مطرح کردن ایران در این ترند جهانی» آن ستون را در نیکنام‌ده نصب کرده‌اند.

### بخش کردنشین ترکیه
روز ۳۰ اوت ۲۰۲۱ مونولیت که قبلاً در گیره میرازان پیدا شده‌بود، در قلعه زرزوان در دیاربکر مشاهده شد. روی این مونولیت نوشته شده‌بود: «به آسمان نگاه کن و ماه را ببین».